# Blainville-sur-l’Eau
Blainville-sur-l’Eau ist eine französische Gemeinde mit 3885 Einwohnern (Stand: 1. Januar 2022) im Département Meurthe-et-Moselle in der Region Grand Est (bis 2015 Lothringen). Sie gehört zum Arrondissement Lunéville und zum Kanton Lunéville-2.

## Geografie
Blainville-sur-l’Eau liegt am Fluss Meurthe, sechs Kilometer südwestlich von Lunéville und etwa 20 Kilometer südöstlich von Nancy. Umgeben wird Blainville-sur-l’Eau von den Nachbargemeinden Vitrimont im Norden, Mont-sur-Meurthe im Osten, Lamath im Süden, Méhoncourt im Südwesten, Charmois im Westen und Südwesten sowie Damelevières im Westen.

## Bevölkerungsentwicklung
| Jahr      | 1962 | 1968 | 1975 | 1982 | 1990 | 1999 | 2006 | 2011 | 2019 |
| Einwohner | 4309 | 4836 | 4484 | 3895 | 3654 | 3790 | 4042 | 4017 | 3973 |

## Sehenswürdigkeiten
- Stadttore aus dem 17. Jahrhundert
- Kirche Saint-Jean-Baptiste aus dem 18. Jahrhundert

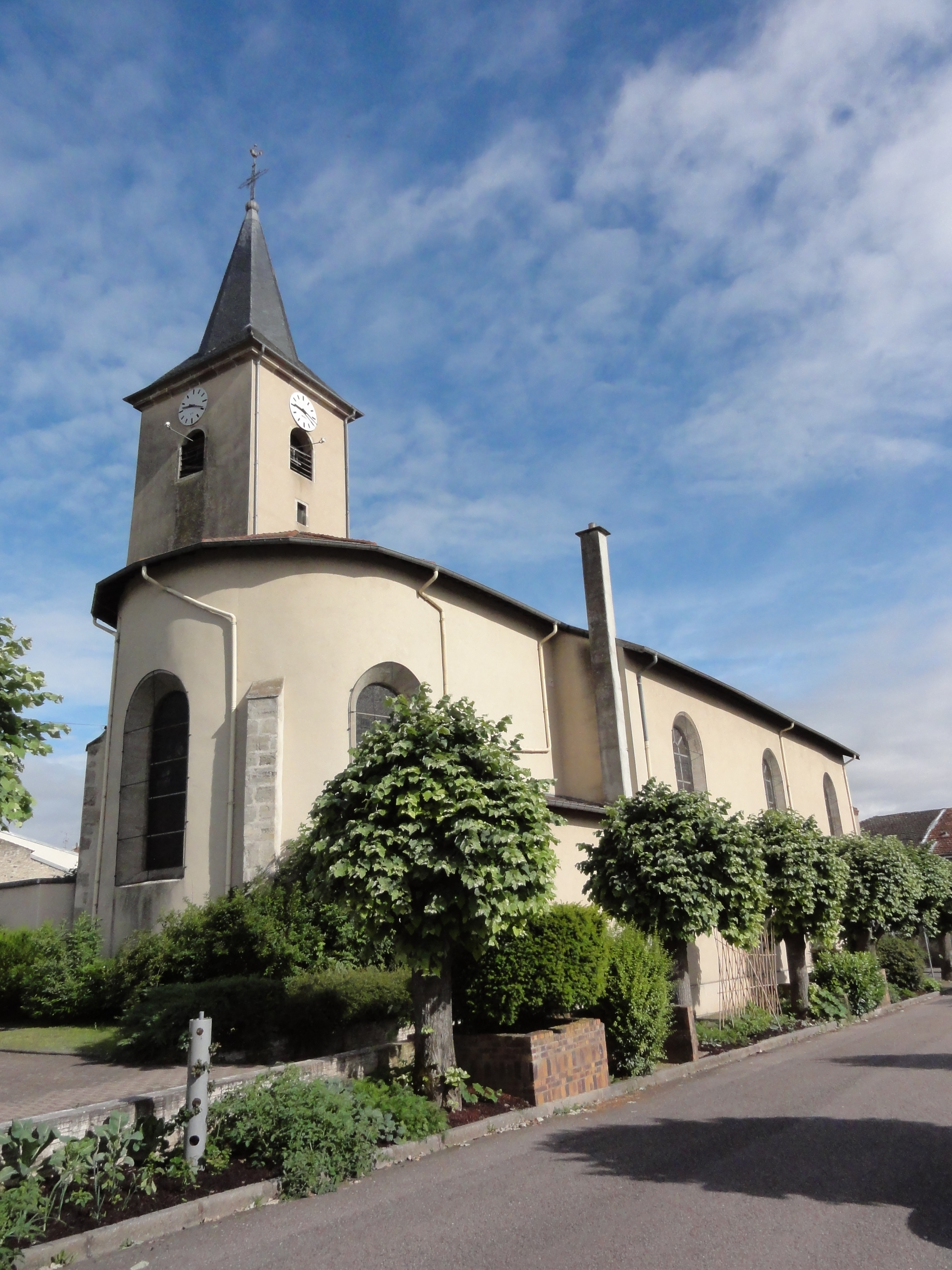
Kirche Saint-Jean-Baptiste